# Blackpool F.C.
Blackpool Football Club je engleski nogometni klub osnovan 1887. u obalnom gradu Blackpool u okrugu Lancashire. Trenutačno nastupa u engleskoj League Championship.
Klupski stadion od 1901. je Bloomfield Road, a nadimci kluba su the Seasiders, the 'Pool i the Tangerines, s tim da potonji vuče korijene od boje dresova. Moto kluba je Napredak (Progress), a nalazi se i na grbu kluba. Glavni lokalni rival je Preston North End, s kojim igraju tzv. West Lancashire derbi.
Najveći uspjeh Blackpoola je finale FA kupa 1953., poznato i kao "Matthewsovo finale", u kojem su pobijedili Bolton Wandererse 4:3, preokrenuvši zaostatak 1:3 u posljednjim trenucima utakmice. Tijekom poratnog razdoblja, Blackpool se tri puta u šest godina pojavio na Wembleyju te u nekoliko navrata bio blizu osvajanja League Championshipa. Mnogi igrači bili su i reprezentativci Engleske, najviše 1953., kad su se četiri igrača Blackpoola pojavila na Wembleyju.

## Vanjske poveznice
- Službena web-stranica